# ژاک گلمن
ژاک گلمن (فرانسوی: Jacques Gelman‎؛ ‏ ۳۰ اکتبر ۱۹۰۹ – ۱ ژانویهٔ ۱۹۸۶) تهیه‌کننده فیلم و کلکسیونر روس‌تبار اهل مکزیک بود.
از فیلم‌ها یا مجموعه‌های تلویزیونی که وی در آن‌ها نقش داشته‌است، می‌توان به جادوگر اشاره نمود.